# Wladimir Michailowitsch Sobolew
Wladimir Michailowitsch Sobolew (russisch Владимир Михайлович Соболев; * 1. Oktober 1924 in Kainsk, Russische Sozialistische Föderative Sowjetrepublik; † 23. Juni 2010 in Moskau) war ein sowjetischer Botschafter.

## Biografie
Zwischen 1942 und 1945 diente er als Soldat der Roten Armee an der 1. Weißrussischen Front.
Nach Ende des Zweiten Weltkrieges wurde er 1945 hauptamtlicher Funktionär der Kommunistischen Partei der Sowjetunion (KPdSU) in der Oblast Nowosibirsk. Zunächst wurde er 1. Sekretär der Jugendorganisation Komsomol in der Stadt Barabinsk sowie anschließend nach dem Besuch der Komsomol-Hochschule 1. Sekretär der Komsomol in der Oblast Nowosibirsk von 1950 bis 1958. Nach dem Beendigung der Parteihochschule der KPdSU wurde er 1958 1. Sekretär der KPdSU der Stadt Iskitim sowie anschließend von 1960 bis 1960 Sekretär der KPdSU in der Oblast Nowosibirsk.
Nach Abschluss der Diplomatenschule des Außenministeriums (Высшую дипломатическую школу МИД СССР) trat er 1964 in den Diplomatischen Dienst ein und war nach einer Verwendung im Außenministerium zwischen 1965 und 1968 zunächst Botschaftsrat und danach bis 1969 Botschafter in Algerien. Danach war er wiederum im Außenministerium tätig und zwischen 1969 und 1971 Stellvertretender Leiter der Abteilung für Afrika.
Danach war von 1971 bis 1975 Außerordentlicher und Bevollmächtigter Botschafter der UdSSR in Belgien.
Nach einer Verwendung als Stellvertretender Leiter der Abteilung für Skandinavien im Außenministerium war er zuletzt von 1979 bis zu seiner Versetzung in den Ruhestand 1988 Außerordentlicher und Bevollmächtigter Botschafter der UdSSR in Finnland.
Für seine Verdienste wurde er mehrfach ausgezeichnet und erhielt unter anderem den Orden des Vaterländischen Krieges I. Klasse, zwei Mal den Orden des Roten Banners der Arbeit, den Rotbannerorden, den Orden der Völkerfreundschaft sowie das Ehrenzeichen der Sowjetunion. Darüber hinaus wurde ihm der Orden des Löwen von Finnland verliehen.